# NGC 4811
NGC 4811 ist eine Linsenförmige Galaxie vom Hubble-Typ SB0-a im Sternbild Zentaur am Südsternhimmel. Sie ist schätzungsweise 138 Millionen Lichtjahre von der Milchstraße entfernt und hat einen Durchmesser von etwa 60.000 Lj.
Sie  bildet zusammen mit NGC 4812 eine gravitationelle Doppelgalaxie.
Das Objekt wurde am 8. Juni 1834 von John Herschel mit einem 18-Zoll-Spiegelteleskop entdeckt, der sie dabei mit „eF, R, gbM, 40 arcseconds, the preceding of two“ beschrieb.